# Джоан Кларк
Джоан Елізабет Лоутер Мюррей, MBE (англ. Joan Elisabeth Lowther Murray, уроджена Кларк; 24 червня 1917 — 4 вересня 1996) — англійська криптоаналітикиня і нумізматка, яка під час Другої світової війни працювала криптоаналітикинею в Блетчлі Парк. Хоча вона особисто не прагнула до уваги, її роль у проекті «Енігми», який розшифрував німецькі таємні комунікації, принесла їй нагороди та цитати, такі як Орден Британської імперії (MBE) у 1946 році.

## Молодість і освіта
Джоан Елізабет Лоутер Кларк народилася 24 червня 1917 року в Вест-Норвуді, Лондон, Англія. Вона була наймолодшою з дітей Дороті (уроджена Фулфорд) і преподобного Вільяма Кемпа Лоутера Кларка. У неї було три брати і одна сестра.
Кларк відвідувала середню школу для дівчат Далвіч у південному Лондоні та 1936 року здобула стипендію для навчання в Ньюнем-коледжі у Кембриджі. Її робота в студентському класі геометрії в Кембриджі привернула увагу математика Гордона Велчмана, який став її науковим керівником.
Кларк здобула ступінь з відзнакою з математики і була вранґлеринею. Вона була удостоєна премії імені Філіппи Фосетт і стипендію Гелен Гладстон на наступний рік навчання. Їй було відмовлено в повному ступені, оскільки до 1948 року Кембридж присуджував їх лише чоловікам.

## Кар'єра

### Злом коду в Блетчлі Парк
Напередодні Другої світової війни Велчман і троє інших найкращих математиків були завербовані до Урядової школи коду та шифру (GC&CS), яка мала на меті зламати код німецької «Енігми». Німці використовували машину «Енігма» для шифрування своїх повідомлень, яку вони вважали незламною.
У червні 1940 року Велчман залучив Кларк в агентство з пропозицією «цікавої роботи». Вона прибула в Блетчлі-Парк 17 червня 1940 року і спочатку була зарахована до жіночої групи, яку називали «Дівчата», яка в основному виконувала рутинну канцелярську роботу. Кларк сказала, що знає лише про одну жінку-криптолога, яка працює в Блетчлі Парк.
Зрештою Кларк працювала з Аланом Тюрінгом у Блетчлі-парку в секції, відомій як Хатина 8, з яким вона трохи зналася через свого старшого брата Майкла. Вона швидко стала єдиною жінкою-практиком «Banburismus», криптоаналітичного процесу, розробленого Аланом Тюрінгом, який зменшив потребу в бомбах: електромеханічних пристроях, які використовували британські криптологи Велчман і Тюрінг для розшифровки німецьких зашифрованих повідомлень під час Другої світової війни. Першим підвищенням на роботі Кларк став рівень лінгвістки, який мав на меті заробити їй додаткові гроші, незважаючи на те, що вона не розмовляла іншою мовою. Це підвищення стало визнанням її робочого навантаження та внеску в команду.
1941 року було захоплено траулери, а також їхнє шифрове обладнання та коди. До того, як ця інформація була отримана, з березня по червень 1941 року вовчі зграї щомісяця затоплювали 282 000 тонн кораблів. До листопада Кларк і її команда змогли скоротити це число до 62 000 тонн. Г'ю Александер, керівник Хатини 8 з 1943 по 1944 рік, описав її як «одну з найкращих банбуристок у секції». Сам Александр вважався найкращим із банбуристів. Він і Ай Джей Гуд вважали процес радше інтелектуальною грою, ніж роботою. Це було «не настільки легко, щоб бути тривіальним, але не настільки складно, щоб викликати нервовий зрив».
Машина «Енігми» з чотирма роторами була представлена в 1942 році, що завадило спробам Хатини 8 дешифрувати та призвело до того, що німецькі підводні човни знову успішно атакували конвої союзників. Кларк мала доступ до перехоплених кодових паперів і з'ясувала, що той самий шифр використовувався на четвертому роторі як система з трьома роторами, що дозволило Шону Вайлі зламати код. Більше мільйона німецьких морських повідомлень було розшифровано з машин «Енігма» Хатини 8.
У період до Дня D робота Хатини 8 зросла, оскільки команда працювала разом з Хатинкою 10. Їхня робота включала розшифровку німецьких метеорологічних сигналів, що дозволило союзникам здійснювати бомбардування в період до висадки в Нормандії. Їхня робота також підтримувала операції Виконавчого управління спеціальних операцій, які заклали основу для вторгнення.
У 1944 році Кларк стала заступницею керівника Хатини 8, хоча їй заважали розвиватися через її стать, і їй платили менше, ніж чоловікам, 2 фунти на тиждень.

### Стосунки з Тюрінгом
Кларк і Тюрінг були близькими друзями з моменту знайомства і залишалися такими до смерті Тюрінга в 1954 році. Вони мали багато спільних захоплень і мали схожі характери. У Блетчлі Парк вони стали дуже хорошими друзями. Тюрінг організував їхні зміни, щоб вони могли працювати разом, і вони також проводили разом багато свого вільного часу. На початку 1941 року Тюрінг запропонував Кларк одружитися і за деякий час познайомив її зі своєю родиною. Коли приватно він їй зізнався у своїй гомосексуальності, її нібито не збентежило це відкриття. Після відпустки у Вельсі Тюрінг вирішив, що не може продовжувати шлюб, і розлучився з Кларк в середині 1941 року. Пізніше Кларк зізналася, що деякий час підозрювала Тюрінга в гомосексуальності, і не здивувалася, коли він зізнався їй у цьому.

## Повоєнний
1946 року Джоан Кларк була нагороджена Орденом Британської імперії за її діяльність зі злому кодів. Після війни Кларк працювала у штабі урядового зв'язку (GCHQ). Там у 1947 році вона познайомилася з підполковником Джоном Кеннетом Рональдом Мюрреєм, офіцером у відставці, який служив в Індії. 26 липня 1952 року в соборі Чичестера, де її батько був каноніком, їх одружив єпископ Чичестерський. Невдовзі після одруження через погане здоров'я Джон Мюррей пішов з GCHQ на пенсію, і пара переїхала до Крейла у Файфі, де вони жили на Пріорскрофт, 14 Нетергейт. У 1962 році вони повернулися на роботу в GCHQ, де Кларк залишалася до 1977 року, коли вийшла на пенсію у віці 60 років.
Після смерті чоловіка в 1986 році Кларк переїхала до Гедінгтона, графство Оксфордшир, де продовжила дослідження карбування монет. У 1980-х роках вона допомагала серу Гаррі Гінслі з додатком до третього тому, частина 2 «Британська розвідка у Другій світовій війні». Вона також допомагала історикам, які вивчали злам кодів під час війни в Блетчлі-парку. Через збереження секретності серед криптоаналітиків повний обсяг її досягнень залишається невідомим.

### Нумізматичний інтерес

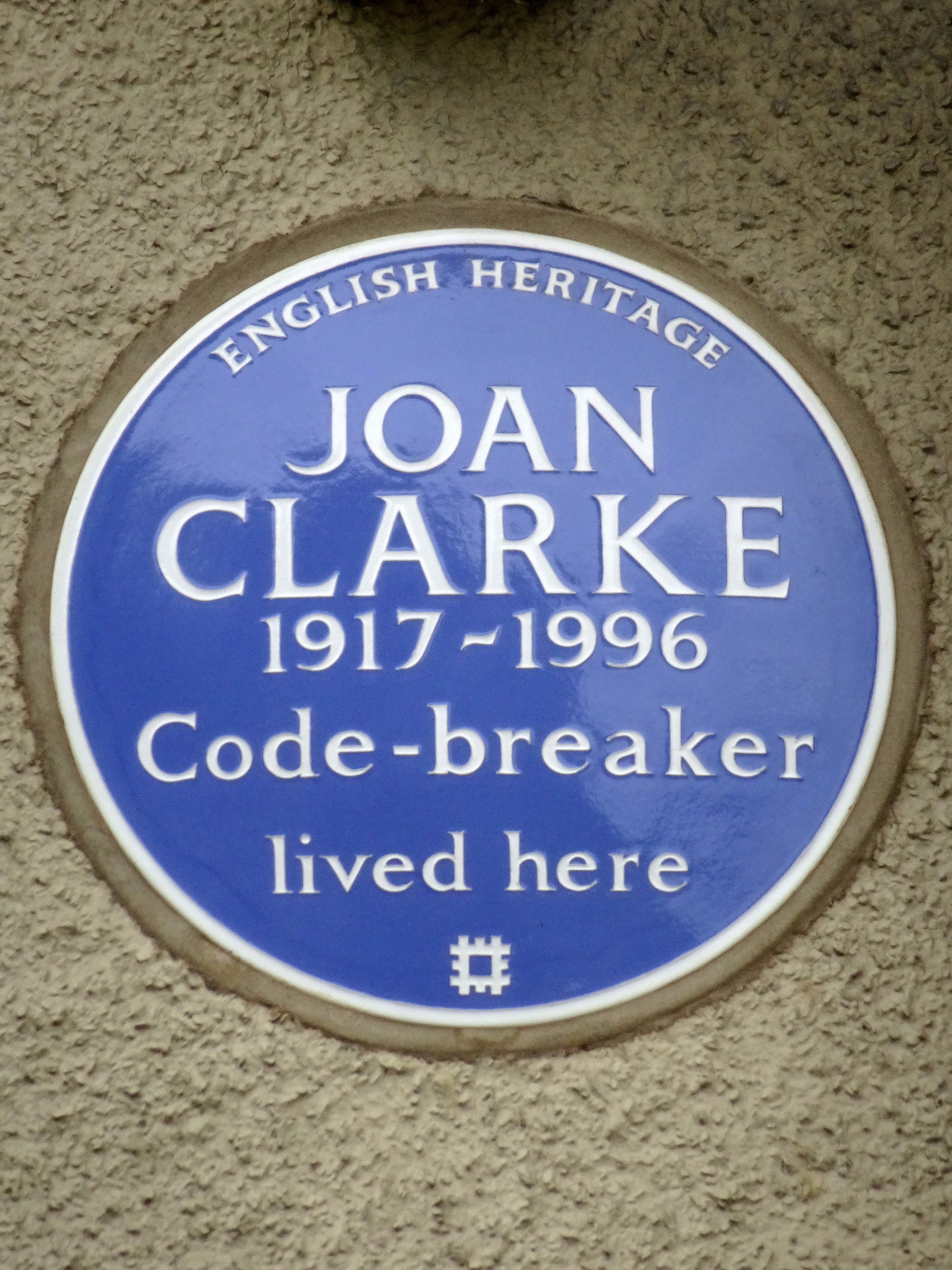
Меморіальна табличка «Англійська спадщина» для Джоан Кларк

Після зустрічі зі своїм чоловіком, який опублікував роботу про шотландські монети 16 і 17 століть, Кларк зацікавилася історією нумізматики. Вона встановила послідовність складної серії золотих єдинорогів і важких гроутних монет, які були в обігу в Шотландії під час правління Якова III і Якова IV. 1986 року її дослідження було визнано Британським нумізматичним товариством, коли вона була нагороджена золотою медаллю Санфорда Салтуса. Випуск № 405 Numismatic Circular описав її статтю на цю тему як «магістерську».

## Смерть
4 вересня 1996 року Кларк померла у своєму будинку за адресою 7 Ларкфілдс, Хедінгтонський кар'єр.

## Вшанування пам'яті
27 липня 2019 року на її будинку було відкрито Оксфордширську блакитну дошку.
У травні 2024 року Англійська спадщина відкрила синю меморіальну дошку в пам'ять про Джоан Кларк на Розендейл-роуд, 193, Вест-Далвіч, Лондон, SE21 8LW, де вона жила дитиною.

## Зображення в адаптації
У фільмі «Гра в імітацію» (2014) Кіра Найтлі зіграла роль Кларк, а Бенедикт Камбербетч — Алана Тюрінга. Племінниця Тюрінга, яка вижила, Іна Пейн, описала Кларк як «досить звичайну» і вважала, що Найтлі була неправильно обрана на роль Кларк. Біограф Тюрінга Ендрю Годжес також розкритикував фільм, заявивши, що сценарій «побудував стосунки з Джоан набагато складніші, ніж це було насправді». Проте на 87-й церемонії вручення премії «Оскар» за її виконання ролі Кларк Найтлі була номінована на премію «Оскар» за найкращу жіночу роль другого плану.
Навпаки, у статті журналіста BBC Джо Міллера говориться, що «історію Кларка увічнено». Режисер Мортен Тілдум сказав, що фільм показує, як Кларк досягла успіху у своїй сфері, незважаючи на те, що працювала в часи, «коли інтелект у жінок не дуже цінувався».
Аманда Рут грає роль Кларк у фільмі 1996 року «Порушення коду».